# 小行星3739
小行星3739（英語：3739 Rem）是一颗围绕太阳公转的小行星。1977年9月8日，尼古拉·切爾尼赫在克里米亚发现了此天体。
这颗小行星的绝对星等为171.50033053等。